# Daan de Vries
Daan de Vries (Daniel Lam), född 21 juli 1895 i Utrecht, död 7 december 1959 i Amsterdam, var en nederländsk  målare, etsare, träsnittare och litograf.
Vries studerade konst för J de Mesquita och Chris Lebeau i Harlem 1908–1913. Vries var under några år på 1910-talet verksam i Stockholm och medverkade då i Sveriges allmänna konstförenings utställningar. Han publicerade 1918 en serie Stockholmsmotiv i träsnitt som senare återutgavs i Saisonen 1918–1920.